# Čokori
Čokori su naseljeno mjesto u sastavu Grada Banje Luke, Republika Srpska, BiH.

## Stanovništvo
| Čokori             |              |
| godina popisa      | 1991.        |
| Hrvati             | 0            |
| Srbi               | 181 (99,45%) |
| Muslimani          | 0            |
| Jugoslaveni        | 0            |
| ostali i nepoznato | 1 (0,55%)    |
| ukupno             | 182          |

## Vanjske poveznice
- Popis po mjesnim zajednicama  Arhivirana inačica izvorne stranice od 20. svibnja 2009. (Wayback Machine)